# Wang Han (Wasserspringerin)
Wang Han (chinesisch 王涵, Pinyin Wáng Hàn; * 24. Januar 1991 in Baoding) ist eine ehemalige chinesische Wasserspringerin.
Sie startete im Kunstspringen vom 1-m- und 3-m-Brett sowie im 3-m-Synchronspringen.
Wang nahm 2009 in Rom erstmals an den Schwimmweltmeisterschaften teil. Vom 1-m-Brett gewann sie die Bronzemedaille. Bei den Asienspielen 2010 in Guangzhou konnte sie mit Shi Tingmao Gold im 3-m-Synchronspringen gewinnen. Bei den Heimweltmeisterschaften 2011 in Shanghai gewann sie erneut eine Medaille vom 1-m-Brett, diesmal Silber hinter Shi Tingmao.
Bei den Olympischen Sommerspielen 2020 in Tokio wurde Wang zusammen mit Shi Tingmao Olympiasiegerin im 3-m-Synchronspringen. Nach den Sommerspielen beendete Wang Han ihre Karriere. Sie wurde Trainerin des Wasserspringer-Teams in Hebei.